# 1037. grenadirski polk (Wehrmacht)
1037. grenadirski polk (izvirno nemško 1037. Grenadier-Regiment; kratica 1037. GR) je bil pehotni polk Heera v času druge svetovne vojne.

## Zgodovina
Polk je bil ustanovljen 26. junija 1944 kot del 64. pehotne divizije.